# Chiesa di Santa Maria Assunta (Fossa)
La chiesa di Santa Maria Assunta è una delle chiese di Fossa, in provincia dell'Aquila, dichiarata monumento nazionale nel 1902.

## Storia
Originariamente la chiesa venne costruita nella seconda metà del XIII secolo ed ampliata durante il XV secolo. Venne poi riedificata nel XVIII secolo in seguito al terremoto del 1703.
La chiesa è stata di nuovo gravemente danneggiata dal terremoto dell'Aquila del 2009.

## Architettura

### Esterno

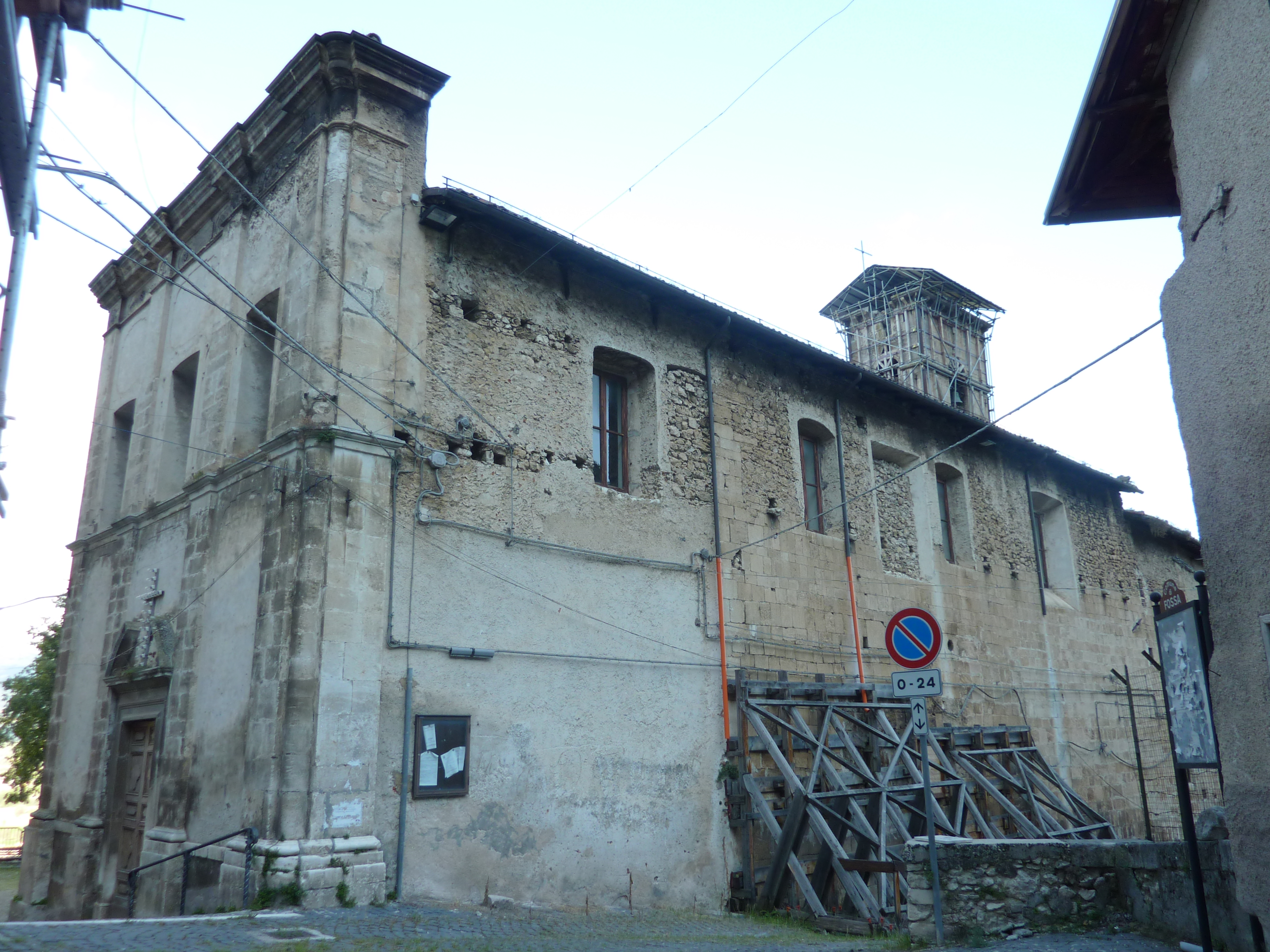
Facciata laterale

La chiesa fu notevolmente allungata nella ricostruzione del XVIII secolo, sia anteriormente,  sia posteriormente. Le dimensioni laterali, invece, rimasero identiche, come testimoniato da una lunetta trecentesca sulla fiancata sinistra ed un'iscrizione cinquecentesca sulla fiancata destra.
La facciata venne completata nel 1769, come testimonia da un'iscrizione, ed è suddivisa verticalmente in tre aree da delle paraste.
Un cordolo, poi, suddivide la parte inferiore della facciata dove si trova il portale da quella superiore dove si trovano tre finestroni.
Sul fondo della fiancata sinistra, poi, si trova il campanile con orologio.

### Interno

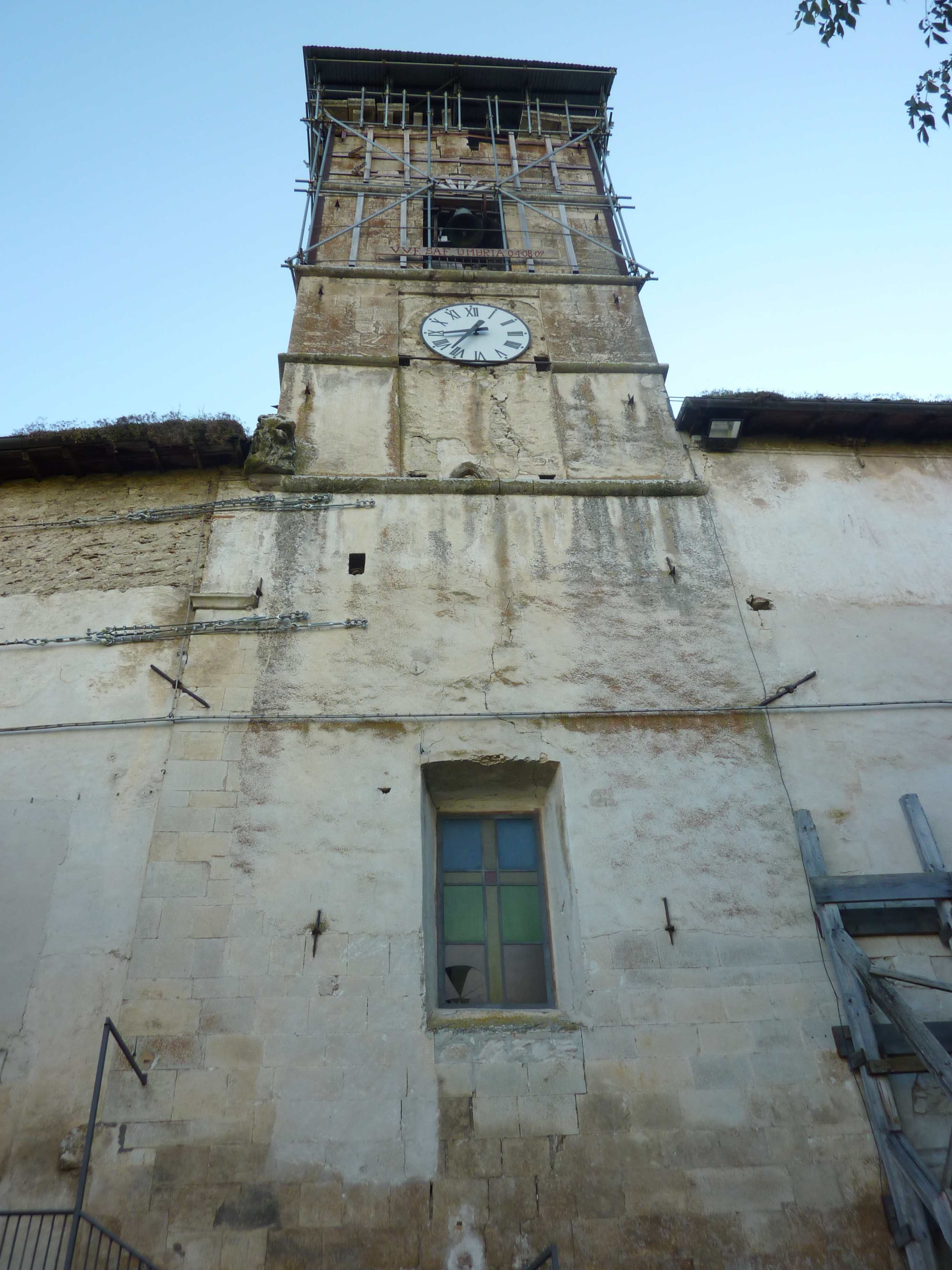
Campanile

L'interno è costituito da una sola navata al termine della quale si trova l'abside.
Sulle pareti laterali della navata si trovano quattro alteri per ciascun lato, tra di loro non omogenei, che ospitano alcune tele del seicento.
Il soffitto ligneo della chiesa, completamente decorato, si fa risalire al quattrocento,  successivamente riadattato alle nuove dimensioni dell'edificio settecentesco. In questa seconda fase vennero inserite due tele dipinte, la prima delle quali è un'Assunzione della Vergine di Pietro Bugni, mentre la seconda, dipinta dall'aquilano Bernardino Ciferri, rappresenta l'Immacolata.